# Glufosinaat

Structuurformule van beide enantiomeren van glufosinaat.

Glufosinaat ({\displaystyle {\ce {C5H12NO4P}}}) is een niet-selectief systemisch herbicide. Het is het actieve bestanddeel in verschillende onkruidverdelgers, waaronder Basta, Rely, Finale, Ignite, en Liberty. In navolging van de Round-Up-resistente gewassen van Monsanto ontwikkelde Bayer zijn eigen herbicideresistente transgene gewassen, de zogenaamde Liberty Link crops.
Bepaalde planten zijn genetisch gemodificeerd om resistent te zijn tegen glufosinaat. Er bestaan verschillende soorten van dergelijke transgene gewassen: katoen, koolzaad, mais, soja en rijst.
Glufosinaat is een glutaminesynthetase-inhibitor en is werkzaam door het verhinderen van de fotosynthese wegens een gebrek aan glutamine in de plant.